# 世界业余围棋锦标赛
世界业余围棋锦标赛，是国际围棋联盟主办的一项世界性围棋赛事。该赛事创立于1979年，每年举行一届，地点设在日本，只有2003年因为SARS的影响而停办一届。该赛事规定参赛的每个国家和地区围棋协会只能派1位代表参加比赛，赛制采用瑞士制。2007年的比赛共有68个协会的68位选手参加，比赛共进行八轮。冠军可以获得日本棋院颁发的业余8段证书。

## 历届冠军
在迄今为止的39届比赛中，中国代表获得21个冠军，日本代表获得8个冠军，韩国代表获得7个冠军，台灣代表获得2个冠军，香港代表获得过1个冠军。中国棋手成绩最好的主要原因之一，是因为在1991年之前，中国围棋尚未职业化，参赛的选手实际上都是以业余身份参赛的专业棋手（共9人次）。
历届冠军名单如下：
- 第1届（1979年）聂卫平（中国）
- 第2届（1980年）今村文明（日本）
- 第3届（1981年）邵震中（中国）
- 第4届（1982年）曹大元（中国）
- 第5届（1983年）马晓春（中国）
- 第6届（1984年）王群（中国）
- 第7届（1985年）汪見虹（中国）
- 第8届（1986年）陳嘉鋭（香港）
- 第9届（1987年）今村文明（日本）
- 第10届（1988年）張文東（中国）
- 第11届（1989年）車澤武（中国）
- 第12届（1990年）常昊（中国）
- 第13届（1991年）今村文明（日本）
- 第14届（1992年）菊池康郎（日本）
- 第15届（1993年）孫宜国（中国）
- 第16届（1994年）平冈聪（日本）
- 第17届（1995年）平田博則（日本）
- 第18届（1996年）劉鈞（中国）
- 第19届（1997年）劉鈞（中国）
- 第20届（1998年）金燦佑（韓国）
- 第21届（1999年）俞在星（韓国）
- 第22届（2000年）坂井秀至（日本）
- 第23届（2001年）李岱春（中国）
- 第24届（2002年）付利（中国）
- 第25届（2004年）李康旭（韓国）
- 第26届（2005年）胡煜清（中国）
- 第27届（2006年）平冈聪（日本）
- 第28届（2007年）单子腾（中国）
- 第29届（2008年）河成奉（韩国）
- 第30届（2009年）胡煜清（中国）
- 第31届（2010年）宋弘锡（韩国）
- 第32届（2011年）白宝祥（中国）
- 第33届（2012年）乔智健（中国）
- 第34届（2013年）崔顯宰（韩国）
- 第35届（2014年）詹宜典（臺灣）
- 第36届（2015年）金昌勋（韩国）
- 第37届（2016年）白宝祥（中国）
- 第38届（2017年）白宝祥（中国）
- 第39届（2018年）詹宜典（臺灣）
- 第40届（2019年）王琛（中国）
- 第41届（2021年）马天放（中国）
- 第42届（2022年）白宝祥（中国）
- 第43届（2023年）金正善（韩国）
- 第44届（2024年）白宝祥（中国）
- 第45届（2025年）马天放（中国）